# フランツ・ファノン
フランツ・オマー・ファノン (Frantz Omar Fanon、1925年7月20日 - 1961年12月6日) は、植民地主義を批判し、アルジェリア独立運動で指導的役割を果たした思想家・精神科医・革命家。ポストコロニアル理論の先駆者としても認識されている。

## 生涯・人物
フランスの植民地であった西インド諸島マルティニーク島（現・海外県）の中心都市フォール・ド・フランスの出身。8人兄弟姉妹の3男だった。父親は黒人奴隷の子孫にあたり、税関で働く公務員。商店を営んでいた母親は混血の私生児で、白人方の祖先にはアルザス地方・ストラスブールの出身者がいたと伝えられている。一家はマルティニークの中流家庭で、ファノンは名門シェルシェール高等中学校（Lycée Victor-Schœlcher）に進学、後の詩人・政治家エメ・セゼールが文学を教えていた。
第二次世界大戦でフランスはナチス・ドイツに北部を占領され、南部に協力的なヴィシー政権が成立した。この時マルティニークとグアドループは、ヴィシー政権支持のジョルジュ・ロベール提督（Georges Robert）が指揮する海軍が掌握した。その統治政策は権威主義的、かつ「典型的な人種差別主義」によるものだった。黒人住民に対しては多くの厭がらせと性的不品行が起こされた。ファノンは植民地の人種差別的な現実のなかで疎外感と嫌気を増強させるという重大な影響を受けた。
1943年、17歳のファノンは「反対者」（フランス領西インド諸島でのド・ゴール主義者を指す）として島を逃れ、北側のイギリス領ドミニカに渡って自由フランス軍に加わった。しかし同時期にマルティニークでは民衆蜂起と英米軍の海上封鎖を受けてロベールは離島していた。一度マルティニークに戻ったファノンは、翌年改めて18歳で志願兵として自由フランス「第五大隊」（Bataillon de marche n° 5）に加わった。モロッコのカサブランカに渡って初めてアフリカの地を踏んだ後、フランス本土に移り、アルザスの戦いに従軍している。1944年にコルマールで負傷し、軍功章（Croix de Guerre）を受けた。ナチスが敗れ連合軍が写真記者とともにライン川を渡りドイツへ入ると、ファノンの連隊は全て白人に「漂白」され、ファノンら非白人兵はトゥーロンに送られた。
1945年、ファノンは短期間マルティニークに戻り、ファノンの師であり友であるエメ・セゼールの手伝いをした。セゼールは、フランス第四共和政においてフランス共産党から議員に立候補していた。ファノンはバカロレアを得るとフランスに渡り、医学と精神医学（精神分析など）を学んだ。リヨン大学で文学や演劇、哲学等も学び、モーリス・メルロー＝ポンティの講義を受けることもあった。またジャン＝ポール・サルトルの他者論と反差別論に強い影響を受けた（サルトルは『地に呪われたる者』の序文を書くことになる）。1951年に精神科医の資格を得ると、カタラン人医師フランソワ・トスケルの元で研修医となった。これはファノンが文化を精神病理学的に見ることに影響を与えた。ファノンはフランスで臨床医を続ける傍ら、1952年研究論文として『黒い皮膚・白い仮面』を発表する。1953年にアルジェリアに渡りブリダ＝ジョアンヴィル精神病院で医療主任となり1956年まで続けた。
ファノンは任地のアルジェリアでアルジェリア人独立運動家の捕虜を診療する内にフランスの植民地支配へ反対を始め、アルジェリア民族解放戦線（FLN）に参加、アルジェリア戦争を戦い、FLNのスポークスマンとして脱植民地化（ポストコロニアル）時代のアフリカ植民地を周り、アフリカの独立指導者達からアルジェリア独立への支持を取り付けた。1961年には、白血病に冒されつつも『地に呪われたる者』をわずか10週間で執筆。だが、1962年のアルジェリア独立を目前にした1961年、ファノンは白血病によりアメリカのワシントンD.C.近郊で帰らぬ人となった。
1962年に発表した詩の中で、カテブ・ヤシーンはファノンを追悼した。しかし、現在のアルジェリアでファノンの名は殆ど忘れ去られた存在となっている。

## 著作
- 『フランツ・ファノン集　現代史戦後篇・16』海老坂武等訳（みすず書房、1968年）
「黒い皮膚・白い仮面」・「地に呪われたる者」を収録[5]。
- 『革命の社会学：アルジェリア革命第5年』「著作集・2巻」、宮ケ谷徳三・花輪莞爾訳（みすず書房、1969年）
  - 『革命の社会学』新訳「著作集・2巻」、宮ケ谷徳三・花輪莞爾・海老坂武訳（みすず書房、1984年）。ISBN 978-4-622-01952-7
  - 『革命の社会学』（みすず書房、2008年）新装単行版。ISBN 978-4-622-07401-4
- 『地に呪われたる者』「著作集・3巻」、鈴木道彦・浦野衣子訳（みすず書房、1969年）
  - 『地に呪われたる者』（みすず書房「みすずライブラリー」、1996年）。ISBN 978-4-622-05004-9
  - 『地に呪われたる者』（みすず書房、2015年）新装単行版、電子書籍化（2016年）。ISBN 978-4-622-07968-2
- 『アフリカ革命に向けて』「著作集・4巻」、佐々木武・北山晴一・中野日出男訳（みすず書房、1969年）
  - 『アフリカ革命に向けて』新訳「著作集・4巻」、北山晴一訳（みすず書房、1984年）。ISBN 978-4-622-01954-1
  - 『アフリカ革命に向けて』（みすず書房、2008年）新装単行版。ISBN 978-4-622-07402-1
- 『黒い皮膚・白い仮面』「著作集・1巻」、海老坂武・加藤晴久訳（みすず書房、1970年）。
  - 『黒い皮膚・白い仮面』（みすず書房「みすずライブラリー」、1998年）。ISBN 978-4-622-05028-5
  - 『黒い皮膚・白い仮面』（みすず書房、2020年）新装単行版。ISBN 978-4-622-08950-6

## 伝記
- 安田武「フランツ・ファノン」朝日ジャーナル編『現代の偶像』朝日新聞社、1969年、124-133ページ。
- 海老坂武『人類の知的遺産・78巻：フランツ・ファノン』（講談社、1981年）。ISBN　978-4-06-145378-4
  - 海老坂武『フランツ・ファノン』増補版[6]（みすず書房、2006年）。ISBN　978-4-622-07215-7
- 小野正嗣『フランツ・ファノン『黒い皮膚・白い仮面』：「私」に潜む差別の構造』100分de名著テキスト（NHK出版、2021年2月号）。ISBN　978-4-14-223122-5